# سی سولان
سی سولان (به لاتین: Seysulan) یک روستا در جمهوری آذربایجان است که در شهرستان ترتر واقع شده‌است.